# جان لاكروا
جان لاكروا (بالفرنسية: Jean Lacroix)‏ هو مبارز بالسيف فرنسي، ولد في 2 ديسمبر 1884 في باريس في فرنسا، وتوفي بنفس المكان في 9 نوفمبر 1971.

## وصلات خارجية
- جان لاكروا على موقع اللجنة الأولمبية الدولية (الإنجليزية)
- جان لاكروا على موقع أوليمبيديا (الإنجليزية)